# Doris Matsui
Pour les articles homonymes, voir Matsui.
Doris Okada Matsui (松井ドリス岡田, Matsui Dorisu Okada), née le 25 septembre 1944 à Poston, est une femme politique américaine, membre du Parti démocrate.

## Biographie
Doris Matsui est née au sein du camp d'internement nippo-américain de Poston près de Parker dans le sud-ouest de l'Arizona.
Elle est élue à la Chambre des représentants des États-Unis en mars 2005 à l'occasion d'une élection partielle organisée à la suite de la mort son époux, Bob Matsui. Représentant d'abord le cinquième district de Californie, elle représente le sixième district (Sacramento et sa région) à partir de 2013 puis le septième depuis 2023.  